# Ryan Gage
Ryan Gage (Londra, 17 gennaio 1983) è un attore britannico, noto per aver interpretato il ruolo di Alfrid Leccasputo nei film Lo Hobbit - La desolazione di Smaug e Lo Hobbit - La battaglia delle cinque armate.

## Filmografia

### Attore

#### Cinema
- Dredd - La legge sono io (Judge Dredd), regia di Danny Cannon (1995)
- Outlaw, regia di Nick Love (2007)
- Lo Hobbit - La desolazione di Smaug (The Hobbit: The Desolation of Smaug), regia di Peter Jackson (2013)
- Lo Hobbit - La battaglia delle cinque armate (The Hobbit: The Battle of the Five Armies), regia di Peter Jackson (2014)
- Choose or Die, regia di Toby Meakins (2022)

#### Televisione
- Metropolitan Police (The Bill) – serie TV, episodi 9x55-15x64 (1993-1999)
- Hustle - I signori della truffa (Hustle) – serie TV, episodio 3x01 (2006)
- Holby City – serie TV, episodio 11x35 (2009)
- Hamlet, regia di Gregory Doran – film TV (2009)
- Doctors – serial TV, puntata 11x183 (2010)
- Hollyoaks – serial TV, puntate 3073-3075 (2011)
- The Musketeers – serie TV, 28 episodi (2014-2016)
- Il giovane ispettore Morse (Endeavour) – serie TV, 3 episodi (2020)
- I Hate Suzie – serie TV, episodio 1x05 (2020)
- Padre Brown (Father Brown) – serie TV, episodio 9x09 (2022)
- La regina Carlotta: Una storia di Bridgerton (Queen Charlotte: A Bridgerton Story), regia di Tom Verica – miniserie TV, 3 puntate (2023)
- Nell - Rinnegata (Renegade Nell), regia di Ben Taylor, Amanda Brotchie, MJ Delaney – miniserie TV, puntate 5-6 (2024)

### Doppiatore
- Bloodborne – videogioco (2014)
- Final Fantasy XIV: Heavensward – videogioco (2015)
- Final Fantasy XIV: Shadowbringers – videogioco (2019)

## Doppiatori italiani
Nelle versioni in italiano delle opere in cui ha recitato, Ryan Gage è stato doppiato da:
- Franco Mannella in Lo Hobbit - La desolazione di Smaug, Lo Hobbit - La battaglia delle cinque armate
- Oreste Baldini in The Musketeers
- David Chevalier in Choose or Die
- Daniele Giuliani in Nell - Rinnegata